# Leon Klein
Leon Paweł Klein (ur. 17 lipca 1895 w Zblewie, zm. 15 grudnia 1951 w Toruniu) – major piechoty Wojska Polskiego, burmistrz Chełmna.

## Życiorys
Leon Paweł Klein urodził się 17 lipca 1895 w Zblewie, w rodzinie Jana i Wandy z Szulców. W 1913 ukończył gimnazjum w Chełmnie. W latach 1914–1918 wcielony do wojska niemieckiego. Następnie działał w Organizacji Wojskowej Pomorza, po czym do grudnia 1929 służył w Wojsku Polskim, w 63 Pułku Piechoty w Toruniu. W maju 1920 dowodził 2. kompanią. 3 maja 1922 został zweryfikowany w stopniu kapitana ze starszeństwem z 1 czerwca 1919 i 663. lokatą w korpusie oficerów piechoty. W lipcu tego roku został zatwierdzony na stanowisku pełniącego obowiązki dowódcy batalionu. W następnym roku pełnił obowiązki komendanta kadry batalionu zapasowego 63 pp. W 1924 został wyznaczony na stanowisko kwatermistrza. 1 grudnia 1924 został mianowany majorem ze starszeństwem z 15 sierpnia 1924 i 210. lokatą w korpusie oficerów piechoty. W kwietniu 1928 został przeniesiony do kadry oficerów piechoty z równoczesnym przeniesieniem służbowym do Powiatowej Komendy Uzupełnień Toruń na cztery miesiące w celu odbycia praktyki poborowej. W listopadzie tego roku ogłoszono jego przeniesienie do Powiatowej Komendy Uzupełnień Buczacz na stanowisko kierownika I referatu administracji rezerw. W sierpniu 1929 został zwolniony z zajmowanego stanowiska i oddany do dyspozycji dowódcy Okręgu Korpusu Nr VI, a z dniem 31 grudnia tego roku przeniesiony w stan spoczynku. W 1934, jako oficer stanu spoczynku pozostawał w ewidencji PKU Toruń. Posiadał przydział do Oficerskiej Kadry Okręgowej Nr VIII. Był wówczas „przewidziany do użycia w czasie wojny”. Od sierpnia 1930 do 1939 był burmistrzem Chełmna. Mieszkał w Chełmnie przy ul. Dworcowej 48.
Od 1920 był mężem Leokadii Stefańskiej.
Zmarł 15 grudnia 1951 w Toruniu. Został pochowany na Cmentarzu Garnizonowym w Toruniu (sektor J-5-10).

## Ordery i odznaczenia
- Krzyż Walecznych (dwukrotnie)[18][19]
- Złoty Krzyż Zasługi[2]
- Medal Niepodległości (16 marca 1933)[20]
- Srebrny Krzyż Zasługi[2]
- Medal Pamiątkowy za Wojnę 1918–1921[2]
- Medal Dziesięciolecia Odzyskanej Niepodległości[2]
- Brązowy Medal za Długoletnią Służbę[2]